# ハーム島
ハーム島（Herm）はヨーロッパのイギリス海峡にあるチャンネル諸島に位置する小島である。イギリスの王室属領であるガーンジー代官管轄区に属している。

## 政治
ガーンジー島の管理下にあるオルダニー島とサーク島は独自の自治権を与えられているのとは異なり、ハーム島はガーンジー議会の直接統治下にあるが、一定の者に長期間賃貸されており、現在の賃借人はハーム・アイランド・リミテッド（Herm Island Ltd）というSPCである。同社はスターボード・セツルメント（The Starboard Settlement）という信託により保有されており、同信託の運用者は、ハーム島の住人であるジョン・シンガー及びジュリア・シンガー（John and Julia Singer）である。ハーム島独自の旗がある。

## 地理
面積2 km2の小島である。付近にはアマモ属や石灰藻球の藻場および礁群があり、シーバス、メジナモドキなどの魚類の産卵場およびカレイ目、貝類などの底生生物の生息地となっている。海鳥、ウバザメ、マンボウ、ハイイロアザラシおよび4種の鯨類も島の周辺を訪れ、特に島の海岸は9種の海鳥とハイイロアザラシの繁殖地ともなっている。
2015年に南西側の小島のジェソー島および周辺の9つの島嶼、6つの砂州と共にラムサール条約登録地となった。

## 交通
サーク島よりも車での交通は制限されている。